# Fibres nerveuses postganglionnaires
Dans le système nerveux autonome, les fibres partant du ganglion jusqu'à l'organe effecteur sont appelées fibres postganglionnaires .

## Neurotransmetteurs
Les neurotransmetteurs des fibres postganglionnaires sont différents : 
- Dans le système nerveux parasympathique, les neurones sont cholinergiques. La choline est le principal neurotransmetteur responsable de la communication entre les neurones dans la voie parasympathique.
- Dans la division sympathique, les neurones sont principalement adrénergiques (c'est-à-dire que l'épinéphrine et la norépinéphrine sont les neurotransmetteurs primaires). Les exceptions notables à cette règle comprennent l'innervation sympathique des glandes sudoripares et des muscles arrectores pilorum où le neurotransmetteur des synapses pré et post ganglionnaires est l'acétylcholine. On retrouve également comme exception la medulla de la glande surrénale, où les cellules chromaffines fonctionnent comme des nerfs post-ganglionnaires modifiés. Au lieu de libérer de l'épinéphrine et de la norépinéphrine dans une fente synaptique, ces cellules de la médullosurrénale libèrent les catécholamines dans la circulation sanguine sous forme d'hormones[1]. Comme les autres composants du système nerveux sympathique, ces exceptions restent stimulées par les fibres cholinergiques pré-ganglionnaires.
- Dans les deux divisions du système nerveux autonome, les neurones postganglionnaires expriment les récepteurs nicotiniques de l'acétylcholine pour recevoir les signaux des neurones préganglionnaires[2].

Acétylcholine

Norépinéphrine